# Pintura flamenca

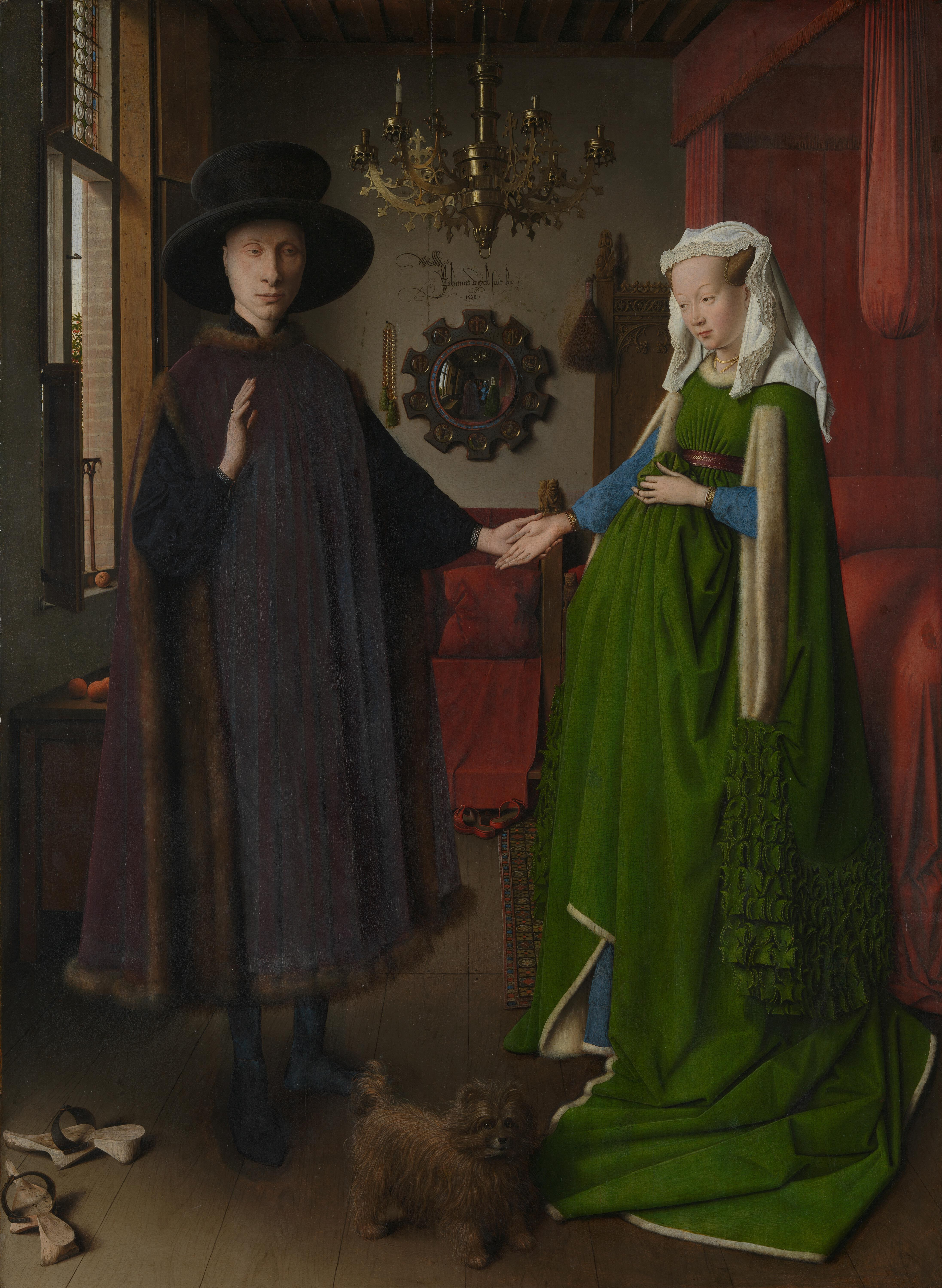
El matrimonio Arnolfini por Jan van Eyck.

Pintura flamenca o escuela flamenca de pintura son los nombres que la historiografía del arte da al conjunto de pintores flamencos, los maestros que se formaron y mantuvieron sus talleres en las ciudades flamencas en los siglos XV, XVI y XVII, lo que cubre los estilos artísticos del Gótico final, el Renacimiento, el Manierismo y el Barroco.
«Escuela flamenca» es un nombre genérico, al estilo de las escuelas italianas (escuela florentina, escuela sienesa, etc.) o de la más reciente Escuela de Barbizon francesa.
Flandes es un ambiguo término territorial cuyo uso historiográfico no coincide con la actual Región Flamenca ni con el antiguo Condado de Flandes, sino con la zona septentrional del Estado Borgoñón que a partir de finales del siglo XV puede denominarse Países Bajos de los Habsburgo, y que forma en la actualidad la práctica totalidad de los tres estados de Bélgica, Luxemburgo y Países Bajos. Era una región europea especialmente urbanizada y desarrollada social y económicamente. Sus ciudades (Amberes, Brujas, Gante, Bruselas, Ámsterdam, Delft, Haarlem, Leiden, etc.) fueron la cuna del comercio de arte a partir de los siglos XV y XVI.
Los talleres flamencos formaron a los pintores más destacados del Norte de Europa, atrayendo a muchas jóvenes promesas de la pintura de países vecinos, especialmente de las ciudades del Rin. Los maestros flamencos y sus obras eran altamente valorados, comprándose y demandándose su presencia como pintores de corte en toda Europa, lo que extendió su influencia.

## Gótico tardío y Renacimiento
Los maestros flamencos partieron del gótico tardío, un «gótico flamenco» que en pintura forma parte del gótico internacional, y se caracterizó por el detallismo de las miniaturas. Su evolución, que puede considerarse como «prerrenacentista», continuó a lo largo de los siglos XV y XVI con cierta independencia del Renacimiento italiano aunque terminaron notando su influencia. Dentro de la pintura renacentista europea, la escuela flamenca se inscribe dentro de lo que se denomina «Renacimiento nórdico» (el que se da al norte de los Alpes, es decir, fuera de Italia). La gran relación que tuvo el núcleo flamenco con España (especialmente con la Corona de Castilla) en el siglo XV permite hablar de un estilo hispano-flamenco.
La principal particularidad de los maestros flamencos del siglo XV consiste en su capacidad de reflejar con realismo al hombre y a la naturaleza, exponiendo su interés por el mundo interior de la persona. El siglo XVI es el periodo de un nuevo florecimiento de la pintura flamenco-holandesa. Se enriquece la temática, aparece la pintura del género paisajista y de la vida corriente.
Los llamados «primitivos flamencos» fueron los primeros en popularizar el uso de la pintura al óleo. Entre ellos destacan:
- Jan van Eyck (1390-1441)
- Hans Memling
- Rogier van der Weyden (1399-1464)
- Hugo van der Goes (1440-1482)
- Robert Campin (1378-1444)
- Jheronimus Bosch, llamado en España El Bosco (1450-1516)

Desde principios del siglo XVI, el renacimiento italiano comenzó a ejercer su influencia en los pintores flamencos. El resultado fue muy diferente de la típica pintura renacentista italiana. El artista más destacado fue Pieter Brueghel el Viejo (1530-1600). Otros fueron:
- Quentin Massys (m. 1530)
- Joachim Patinir (1480-1524)
- Antonio Moro (m. 1576)

## Barroco

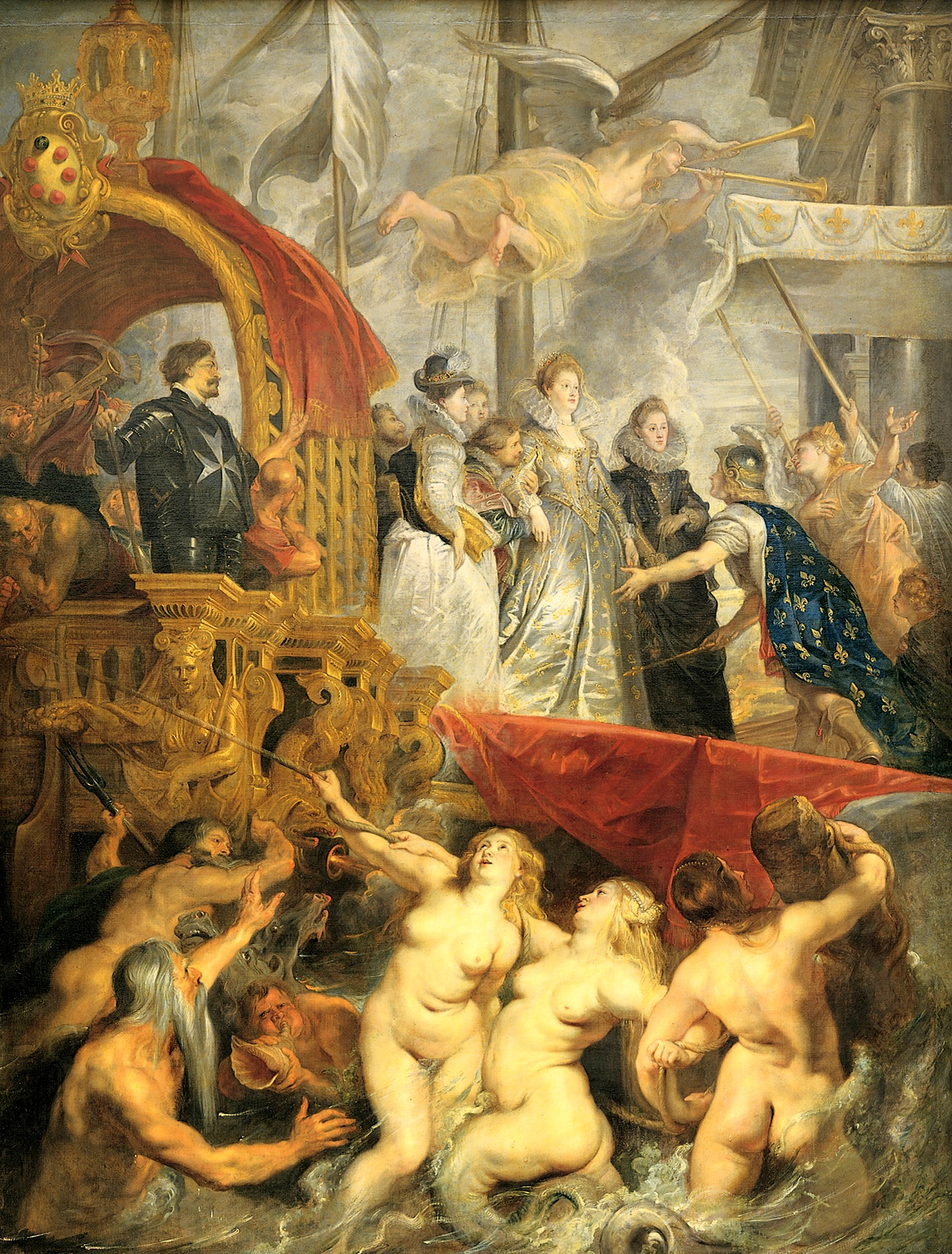
Pedro Pablo Rubens. El desembarco de María de Médicis en el puerto de Marsella. 1622-1625. Museo del Louvre, París.

Después del Asedio de Amberes (1585), y especialmente con la Tregua de los Doce Años (1609), quedó clarificada la división de los Países Bajos en dos zonas muy diferenciadas: un sur católico, controlado por la Monarquía Hispánica (los Países Bajos Españoles, a los que se suele restringir la denominación de «Flandes»); y un norte protestante e independiente (las Provincias Unidas, cuya zona dominante, Holanda, denomina simplificadamente a todo el conjunto).
Aunque muchos artistas emigraron de sur a norte, abandonando la decadente Amberes para refugiarse en la dinámica Ámsterdam (Edad de Oro holandesa); también pervivió una Escuela de Amberes de gran importancia, destacadamente con Rubens (1577-1640) y sus discípulos: Anton van Dyck (1599-1641), Jacob Jordaens (1593-1678), etc. La historiografía suele denominar a los pintores del sur como flamencos o barroco flamenco; mientras que preferentemente utiliza para los pintores del norte la denominación de escuela holandesa o barroco neerlandés: Frans Hals (1584-1666), Rembrandt (1607-1669), Vermeer de Delft (1632-1675), Jacob Ruysdael (1628-1682), etc.

## Declive
Después de las muertes de los principales artistas como Rubens en 1640 y el final de la Guerra de los Ochenta Años en 1648, el significado cultural de Flandes declinó.
Un renacimiento de la pintura en esta región volvió solo después de la Revolución belga de 1830. Los pintores de este periodo suelen recibir la denominación de belgas y no la de flamencos (véase Categoría:Pintores de Bélgica).